# Les Essarts (Vendée)
Les Essarts ist eine ehemalige französische Gemeinde mit 5.824 Einwohnern (Stand: 1. Januar 2022) im Département Vendée in der Region Pays de la Loire. Sie gehörte zum Arrondissement La Roche-sur-Yon. Die Bewohner werden Essartais und Essartaises genannt.
Der Erlass des Präfekten vom 5. Oktober 2015 legte mit Wirkung zum 1. Januar 2016 die Eingliederung von Les Essarts als Commune déléguée zusammen mit den früheren Gemeinden Boulogne, L’Oie und Sainte-Florence zur neuen Commune nouvelle Essarts en Bocage fest.

## Geografie
Les Essarts liegt in der Région naturelle Bocage vendéen etwa 19 Kilometer nordöstlich von La Roche-sur-Yon.
Umgeben wird Les Essarts von den Nachbargemeinden und der Commune déléguée:
|                             | Chauché                                     | Saint-André-Goule-d’Oie |
| Boulogne (Commune déléguée) | Kompassrose, die auf Nachbargemeinden zeigt | Sainte-Florence         |
| La Merlatière               | Saint-Martin-des-Noyers                     | Sainte-Cécile           |

## Bevölkerungsentwicklung
| Les Essarts: Einwohnerzahlen von 1800 bis 2021                                                                             | Les Essarts: Einwohnerzahlen von 1800 bis 2021 | Les Essarts: Einwohnerzahlen von 1800 bis 2021 | Les Essarts: Einwohnerzahlen von 1800 bis 2021 | Les Essarts: Einwohnerzahlen von 1800 bis 2021 |
| --- | ---------------------------------------------- | ---------------------------------------------- | ---------------------------------------------- | ---------------------------------------------- |
| Jahr |                                                |                                                |                                                | Einwohner                                      |
| 1800 | 1800                                           |                                                | 1.844                                          | 1.844                                          |
| 1806 | 1806                                           |                                                | 1.589                                          | 1.589                                          |
| 1821 | 1821                                           |                                                | 2.129                                          | 2.129                                          |
| 1831 | 1831                                           |                                                | 2.192                                          | 2.192                                          |
| 1836 | 1836                                           |                                                | 2.223                                          | 2.223                                          |
| 1841 | 1841                                           |                                                | 2.390                                          | 2.390                                          |
| 1846 | 1846                                           |                                                | 2.526                                          | 2.526                                          |
| 1851 | 1851                                           |                                                | 2.727                                          | 2.727                                          |
| 1856 | 1856                                           |                                                | 2.816                                          | 2.816                                          |
| 1861 | 1861                                           |                                                | 2.838                                          | 2.838                                          |
| 1866 | 1866                                           |                                                | 2.831                                          | 2.831                                          |
| 1872 | 1872                                           |                                                | 2.760                                          | 2.760                                          |
| 1876 | 1876                                           |                                                | 2.995                                          | 2.995                                          |
| 1881 | 1881                                           |                                                | 3.162                                          | 3.162                                          |
| 1886 | 1886                                           |                                                | 3.329                                          | 3.329                                          |
| 1891 | 1891                                           |                                                | 3.478                                          | 3.478                                          |
| 1896 | 1896                                           |                                                | 3.475                                          | 3.475                                          |
| 1901 | 1901                                           |                                                | 3.391                                          | 3.391                                          |
| 1906 | 1906                                           |                                                | 3.442                                          | 3.442                                          |
| 1911 | 1911                                           |                                                | 3.337                                          | 3.337                                          |
| 1921 | 1921                                           |                                                | 2.969                                          | 2.969                                          |
| 1926 | 1926                                           |                                                | 2.849                                          | 2.849                                          |
| 1931 | 1931                                           |                                                | 2.842                                          | 2.842                                          |
| 1936 | 1936                                           |                                                | 2.833                                          | 2.833                                          |
| 1946 | 1946                                           |                                                | 2.841                                          | 2.841                                          |
| 1954 | 1954                                           |                                                | 2.751                                          | 2.751                                          |
| 1962 | 1962                                           |                                                | 2.801                                          | 2.801                                          |
| 1968 | 1968                                           |                                                | 3.071                                          | 3.071                                          |
| 1975 | 1975                                           |                                                | 3.359                                          | 3.359                                          |
| 1982 | 1982                                           |                                                | 3.631                                          | 3.631                                          |
| 1990 | 1990                                           |                                                | 3.907                                          | 3.907                                          |
| 1999 | 1999                                           |                                                | 4.186                                          | 4.186                                          |
| 2006 | 2006                                           |                                                | 4.730                                          | 4.730                                          |
| 2013 | 2013                                           |                                                | 5.244                                          | 5.244                                          |
| 2021 | 2021                                           |                                                | 5.800                                          | 5.800                                          |
| Quelle(n): EHESS/Cassini bis 1999, INSEE ab 2006 Anmerkung(en): Ab 1962 offizielle Zahlen ohne Einwohner mit Zweitwohnsitz |                                                |                                                |                                                |                                                |

## Sehenswürdigkeiten
Historische Sehenswürdigkeiten sind eine Krypta aus dem 12. Jahrhundert und das romanische Eingangsportal der ehemaligen Kirche Saint-Pierre aus dem 11. und 12. Jahrhundert. Die heutige Kirche wurde im 19. Jahrhundert errichtet. Die Krypta ist seit 1971 als Monument historique klassifiziert.
Am Ort der heutigen Burgruine entstand aus Holz im 9. Jahrhundert eine Festung, die dann im 12. Jahrhundert in Stein ausgebaut wurde. Im 15. Jahrhundert wurde der Torbereich erneuert und mit Wachtürmen verstärkt. In der Nähe liegt ein Tumulus aus gallo-römischer Zeit. Die Burgruine ist seit 1962 als Monument historique eingeschrieben.

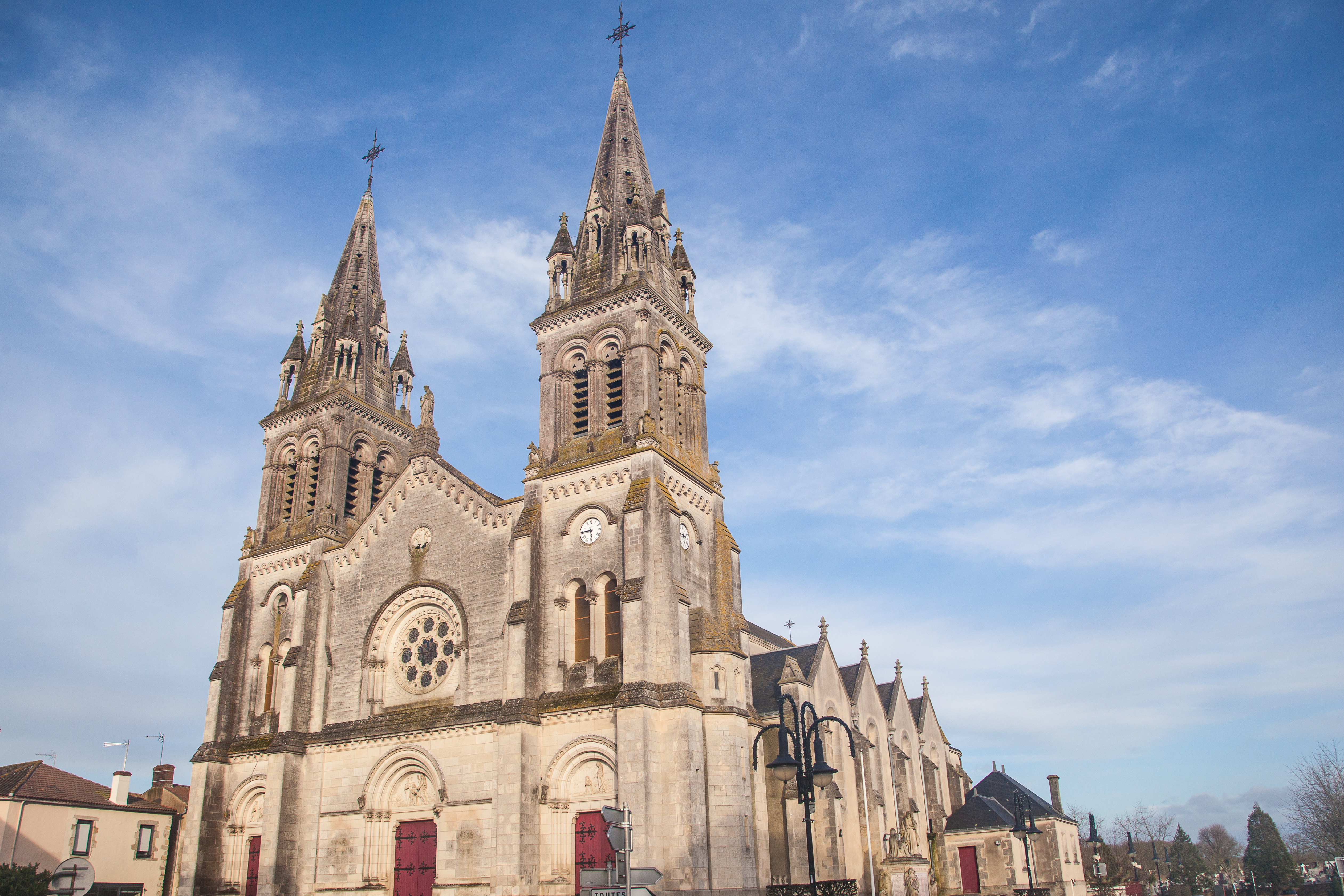
Heutige Kirche Saint-Pierre
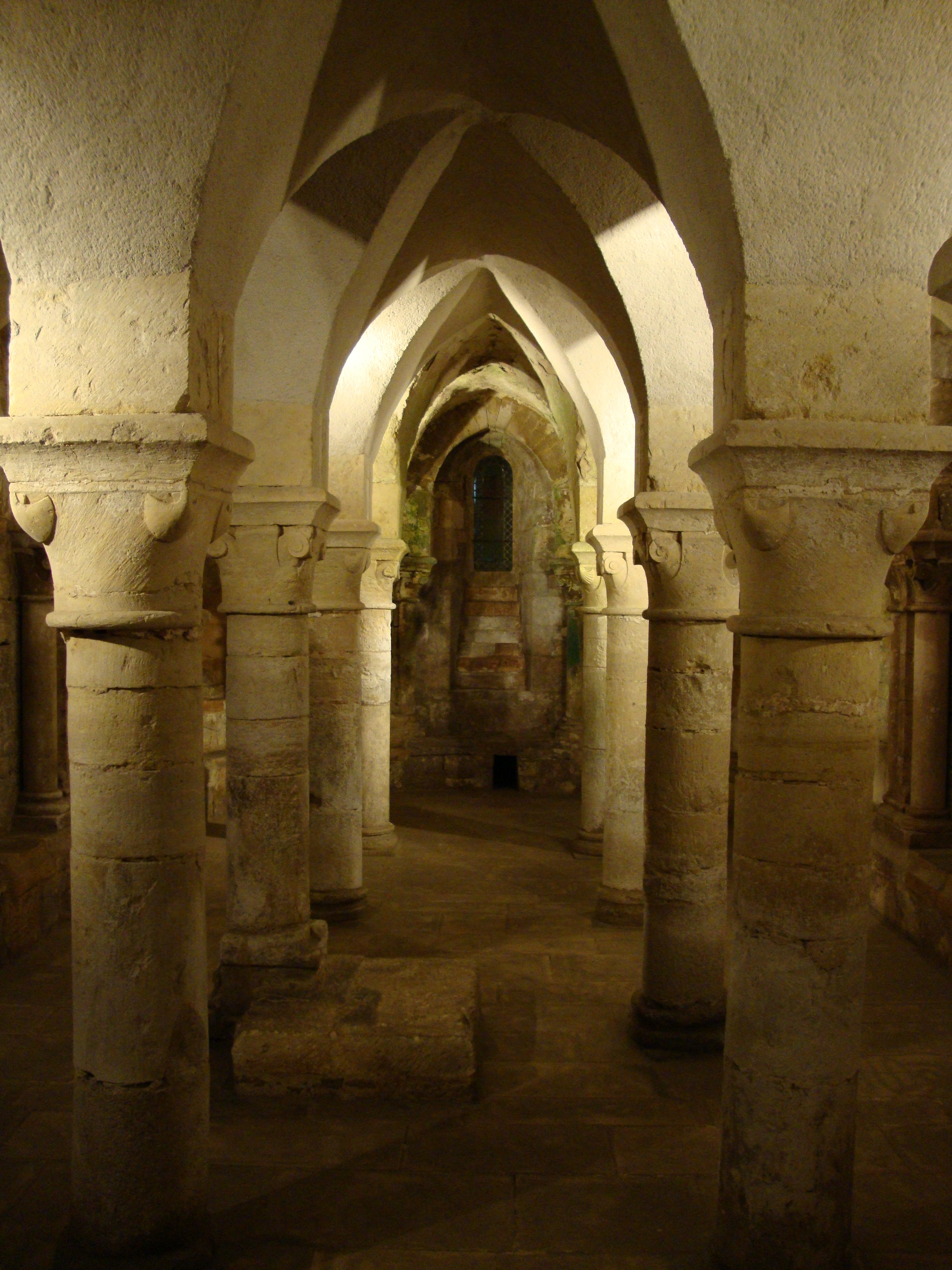
Krypta
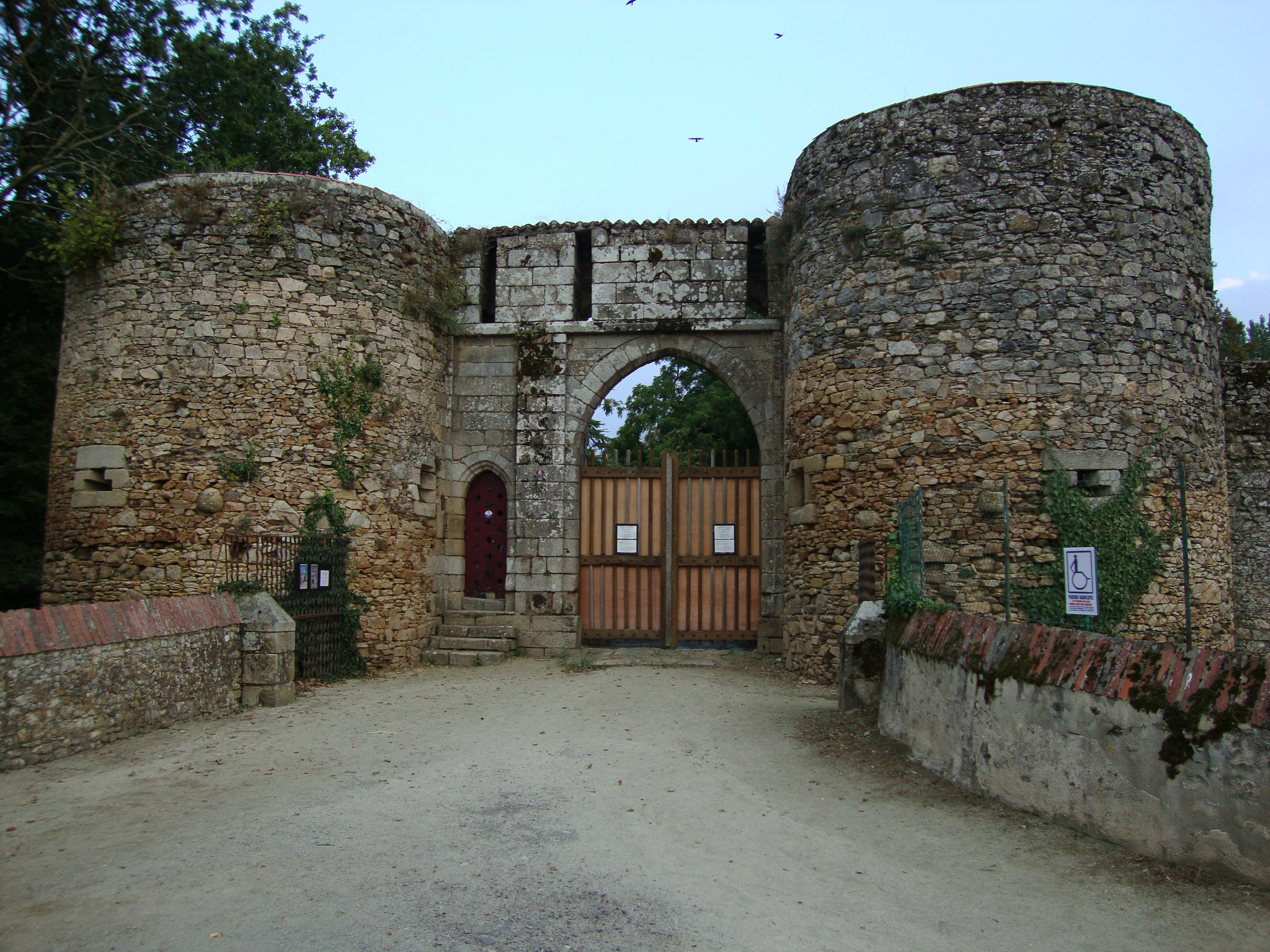
Burgruine

## Persönlichkeiten
- Jean Bondu (* 1966), römisch-katholischer Geistlicher und Weihbischof in Rennes, geboren in Les Essarts
- Walter Bénéteau (1972–2022), französischer Radrennfahrer, geboren in Les Essarts